# Russkij narod
Russkij narod (ros. Русский Народ) – tygodnik o tematyce literacko-politycznej, który wychodził w Rosji w latach 1906–1910. Wydawany był przez oddział Związku Ludu Rosyjskiego w Jarosławiu.

## Redaktorzy naczelni
- W.А. Kolesnikow – od numeru 1 do 17 (1906 rok)
- F.P. Durajew – od numeru 18 (1906 rok) do numeru 668 (1909 rok)
- I.M. Kacaurow – od numeru 669 (1909 rok) do zamknięcia – lekarz okulista, przewodniczący oddziału jarosławskiego ZLR.